# Флора Кипра

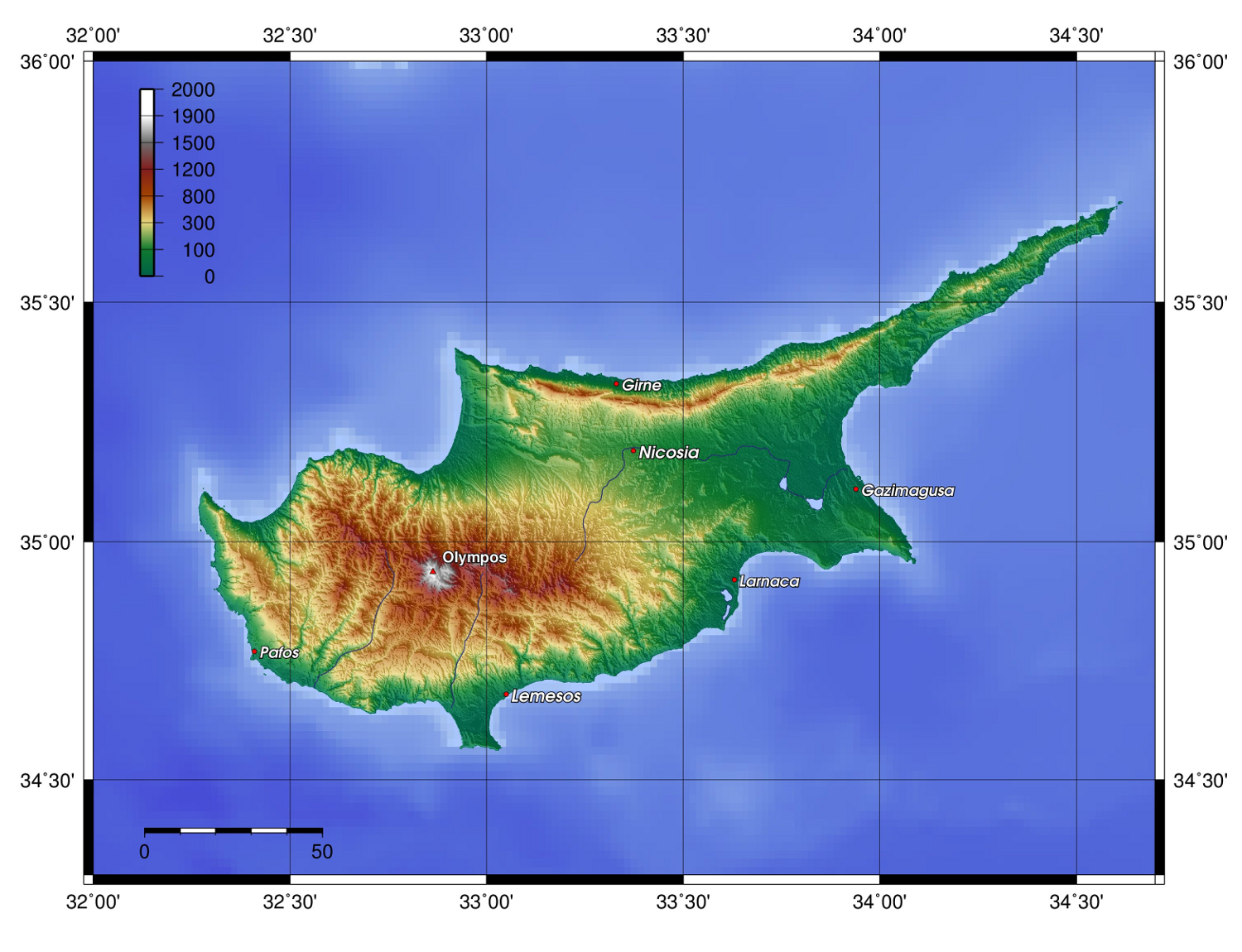

Кипр — третий по площади остров Средиземного моря. Климат и рельеф в разных частях острова различен, что приводит к значительному разнообразию флоры и растительности.
Единственная современная монография флоры острова была издана в двух томах в 1977—1985 годах ирландским ботаником Робертом Десмондом Мейклом. С момента её публикации свыше 200 не отражённых в ней видов было обнаружено на острове.

## Виды и эндемизм

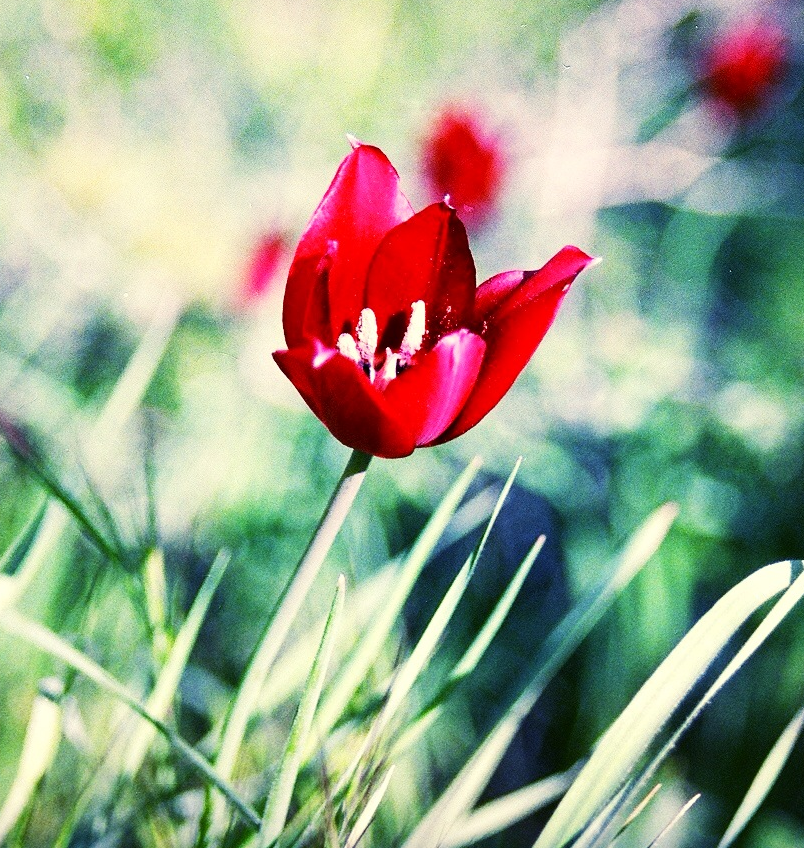
Тюльпан кипрский — эндемик Кипра

Известный видовой состав флоры острова насчитывает 1908 таксонов рангом вида и ниже: 52 таксона деревьев, 131 кустарник, 88 полукустарников и 1637 травянистых растений. Около 140 из них являются эндемичными для острова и не встречаются нигде в других регионах Средиземноморья, доля эндемиков во флоре Кипра составляет 7,3 %. Ещё 11 таксонов, ранее считавшиеся эндемиками острова, в настоящее время обнаружены в других регионах (в основном — в Греции и Турции), либо же сведены в синонимы более распространённых видов.
Подавляющее большинство эндемиков острова известно из двух горных цепей: 100 таксонов встречаются в Троодосе (45 из них — только в этих горах) и 56 эндемиков — в Кирении (14 — только здесь). Многие из эндемиков находятся под серьёзной угрозой исчезновения из-за крайне ограниченного ареала, а также из-за негативного антропогенного воздействия, вызванного, в частности, развитием туризма, строительством магистралей, урбанизацией, интродукцией новых видов, из-за изменения климата.
В Красную книгу Кипра 2007 года включено 328 видов флоры острова, включая 45 эндемиков. 23 вида исчезло с острова, 46 находятся под критической угрозой исчезновения (5 из них — эндемики), 64 относятся к редким видам (8 — эндемики), 128 — уязвимые виды (32 из которых эндемичны для острова).
Согласно Красной Книге сосудистых растений Европы, подготовленной МСОП в 2011 году, в которую включены 45 эндемиков острова, 10 видов, встречающихся только на Кипре, находятся под критической угрозой вымирания, 5 — редки, 25 — уязвимы.
7 видов флоры острова включены в Список 50 редчайших видов Средиземноморья, опубликованный МСОП.
Национальным цветком Республики Кипр является эндемик цикламен кипрский, национальное дерево государства — также эндемичный дуб ольхолистный.
Культивируемые в промышленных масштабах растения — злаковые, а также различные овощи: картофель, томат, в прибрежных районах — цитрусовые. На низменностях выращиваются оливковое дерево, рожковое дерево, миндаль. На средней высоте многочисленны виноградники. Выше земля используется под плантации яблони, вишни, персика.

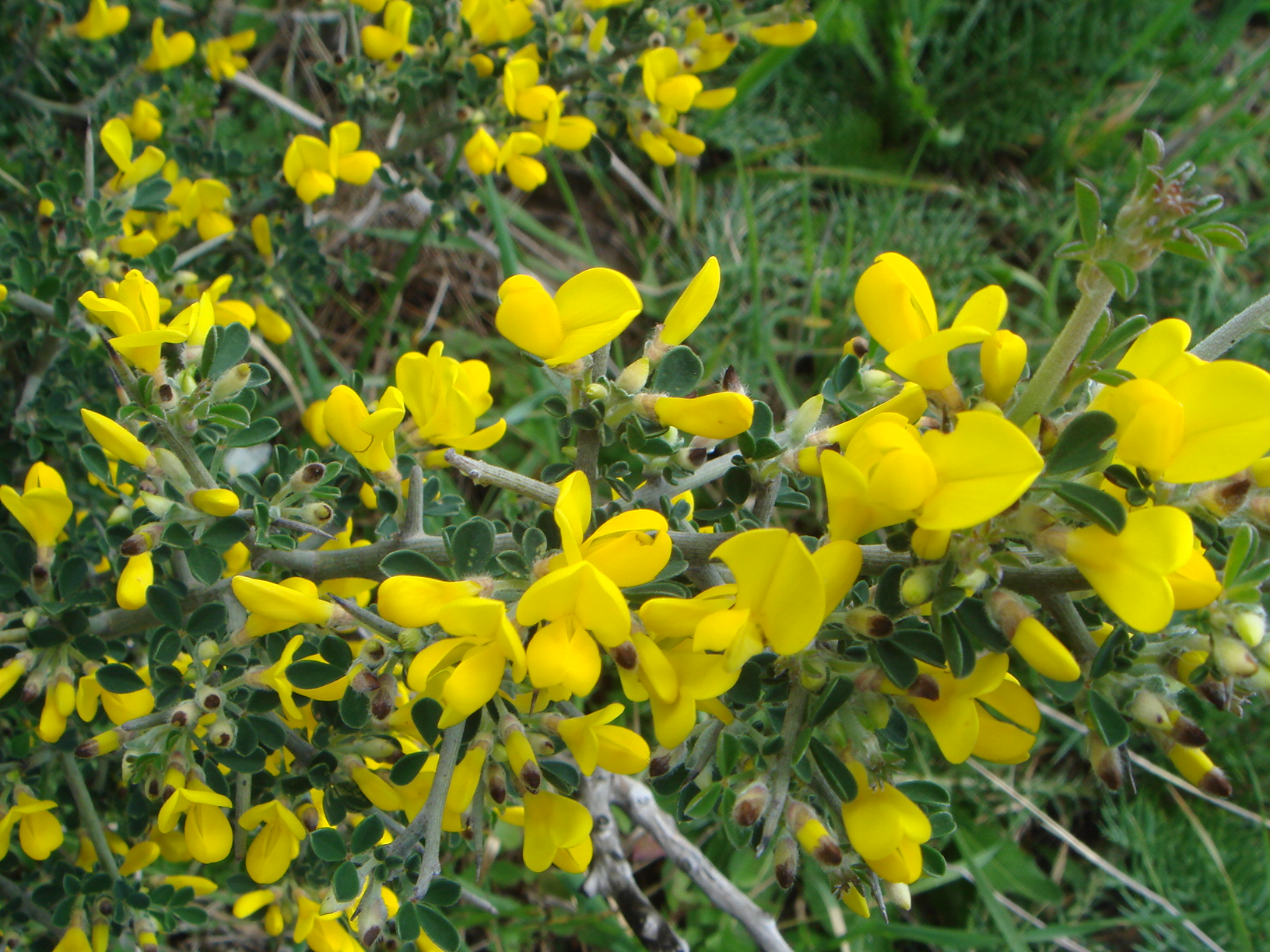
Ракитник мохнатый широко распространён на острове

Хвойные леса на острове представлены сосной Палласа и сосной калабрийской, а также кипарисом вечнозелёным, можжевельником вонючим и эндемичным кедром кипрским. Из широколиственных деревьев на острове обычны платан восточный, ольха восточная, дуб заражённый. Основные крупные кустарники — можжевельник красноплодный, дуб ольхолистный, клён туполистный, земляничник греческий, фисташка мастиковая. Более низкие кустарники — виды ладанника, ракитник мохнатый, Genista fasselata, Lithodora hispidula, олеандр, Pterocephalus multiflorus, тимьян головчатый.
Бернской конвенцией охраняются следующие эндемики острова:
- Alyssum akamasicum B.L.Burtt, 1949
- Arabis kennedyae Meikle, 1962
- Astragalus macrocarpus subsp. lefkarensis Meikle & Kirchhoff, 1976
- Brassica hilarionis Post, 1896
- Centaurea akamantis T.Georgiadis & Hadjik., 1993
- Crocus cyprius Boiss. & Kotschy, 1865
- Crocus hartmannianus Holmboe, 1914Цикламен кипрский — один из символов Кипра
- Delphinium fissum subsp. caseyi (B.L.Burtt) C.Blanché & Molero, 1983
- Onosma troodi Kotschy, 1865
- Ophrys kotschyi H.Fleischm. & Soó, 1926 — Офрис Кочи

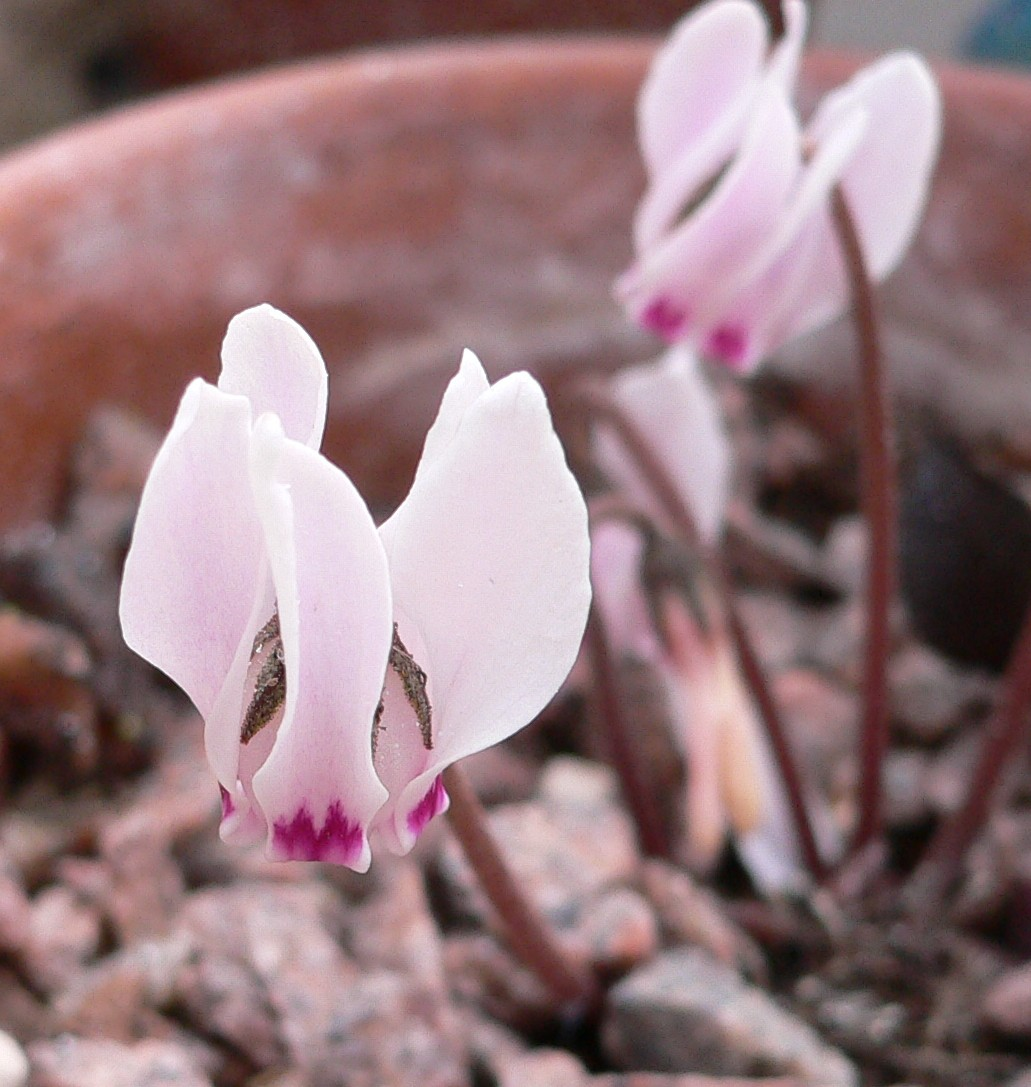
Цикламен кипрский — один из символов Кипра

- Origanum cordifolium (Montbret & Aucher ex Benth.) Vogel, 1841
- Phlomis brevibracteata Turrill, 1945
- Phlomis cypria Post, 1900 var. cypria — Зопник кипрский
- Phlomis cypria var. occidentalis Meikle, 1983
- Ranunculus kykkoensis Meikle, 1969
- Salvia veneris Hedge, 1985
- Scilla lochiae (Meikle) Speta, 1974
- Scilla morrisii Meikle, 1975
- Sideritis cypria Post, 1900
- Tulipa cypria Stapf ex Turrill, 1934 — Тюльпан кипрский